# Seilwurm
Der Seilwurm (pseudolateinisch Homo funis vermis oder funis vermis, engl. rope worm) soll ein parasitärer Eingeweidewurm (Helminthe) sein, der angeblich den Darm des Menschen besiedelt. Bis heute gibt es keinen wissenschaftlich anerkannten Nachweis, dass eine solche Spezies überhaupt existiert. Nach dem gegenwärtigen Kenntnisstand ist davon auszugehen, dass es sich bei diesem Wurm um einen Hoax handelt, der rein geschäftlichen Zwecken dienen soll. Die Protagonisten der Seilwurm-Erkrankung kommen im Wesentlichen aus dem Umfeld von Befürwortern des Scharlataneriemittels Miracle Mineral Supplement (MMS) und alternativmedizinischen Darmreinigungpraktiken.
Die beiden einzigen Publikationen über Seilwürmer, die auf den ersten Blick wissenschaftlich scheinen, stammen von einer Arbeitsgruppe des US-Amerikaners Alex Volinsky, einem Professor für Maschinenbau an der University of South Florida. Diese wurden 2013 bei arXiv veröffentlicht, einem Online-Journal ohne Peer-Review. Seriöse wissenschaftliche Veröffentlichung über Seilwürmer existieren nicht.

## Beschreibung
Gemäß der These von Alex Volinsky und Mitarbeitern soll der Lebenszyklus des Seilwurms in mehreren Entwicklungsstadien unterteilt sein. So soll die dritte Phase eine „verzweigte Qualle“ sein, in der fünften und letzten Phase erreicht der Wurm dann eine Länge von bis zu einem Meter und weist eine namensgebende gedrehte Struktur wie ein Seil auf.
Seilwürmer könnten prinzipiell nahezu überall im menschlichen Körper gefunden werden, würden aber bevorzugt den Verdauungstrakt, und dort insbesondere den Dünn- und Dickdarm, besiedeln. Er soll sich im menschlichen Körper per Rückstoßantrieb („Strahlantrieb“) durch den Ausstoß von Gasblasen fortbewegen. Der durch die Darmperistaltik drohenden Ausscheidung aus dem Körper würden die Seilwürmer durch mehrere Mechanismen entgegenwirken. So würden sich die Seilwürmer mit Saugnäpfen oder Saugköpfen am Darm festheften.
Da sie des Öfteren Seilwürmer des Stadium vier und fünf mit blutigen Köpfen vorfänden, schlossen die Autoren, dass sich Seilwürmer in diesem Stadium offensichtlich vom Blut des Wirtes ernährte. Die meisten Band- und Saugwürmer ernähren sich dagegen vom Darminhalt.
Im Gegensatz zu den wissenschaftlich beschriebenen und nachweisbaren anderen Endoparasiten (Faden-, Band-, Saugwürmern) hätten Seilwürmer keine Muskulatur, kein Nervensystem und keine eigenständigen Geschlechtsorgane. Weder ähnelt der Seilwurm anatomisch anderen Würmen, noch zeigt dessen Entwicklungs- und Fortpflanzungszyklus irgendwelche Gemeinsamkeiten mit anderen Helminthen.

## Prävalenz
Alex Volinsky und Kollegen behaupten, dass die meisten Menschen Seilwürmer als Parasiten beherbergen würden, ohne dies zu wissen.
Nach Darstellung der Autoren würden Patienten mit einer „alkalischen Blutreaktion“, mit Blut-pH-Werten im Bereich von 8 bis 10, den schlimmsten parasitären Befall aufweisen. Solche Blut-pH-Werte sind nach allgemein anerkannten medizinischen und chemischen Gesichtspunkten nicht möglich. Blut-pH-Werte oberhalb von 7,7 entsprechen dem Krankheitsbild einer schwerwiegenden Alkalose, die bei solchen Werten meist tödlich verläuft.

## Schadwirkung
Seilwürmer sollen gemäß Volinsky und Kollegen beim Menschen eine Reihe von unterschiedlichen Symptomen auslösen können. Diese reichen von Gewichtsverlust oder Gewichtszunahme über Lebensmittelallergien, Erkältungen, Husten, Rückenschmerzen, Exanthemen, Kopfschmerzen, Magenverstimmung bis zum Haarausfall.

## Therapie
Da es nach dem Stand der Wissenschaft keine Seilwürmer gibt, ist eine entsprechende medizinische Behandlung nicht möglich.
Nach Volinsky und Kollegen ist derzeit kein pharmazeutisches Anthelminthikum bekannt, mit dem Patienten von Seilwürmern geheilt werden können. Dagegen werden von Vertretern pseudowissenschaftlicher Kreise Einläufe beworben, teilweise mit dem ätzenden MMS durch z. B. Andreas Kalcker.

## Rezeption und Bewertung
Die beiden Veröffentlichungen über den Seilwurm wurden bei arXiv eingereicht. Bei arXiv werden Publikationen ohne Begutachtung zur Archivierung akzeptiert. Ein Peer-Review-Prozess, bei dem unabhängige Gutachter aus dem gleichen Fachgebiet wie die Autoren herangezogen werden, um die Eignung zur Veröffentlichung zu beurteilen, findet nicht statt. Der Hauptautor Alex Volinsky ist Associate Professor für Maschinenbau an der University of South Florida. Auch von den Mitautoren ist keiner ein Parasitologe oder zumindest einer verwandten Disziplin zuzuordnen. Volinskys Thesen gelten als unseriös.
In MMS-Kreisen werden Ausscheidungen der Darmschleimhaut (Beschädigungen durch Konsum von MMS/CDL) als Seilwürmer betrachtet und damit als vermeintlicher Erfolg dieser gesundheitsschädigenden Mittel.